# Pawieł Możajew
Pawieł Pietrowicz Możajew (ros. Па́вел Петро́вич Можа́ев, ur. 1930, zm. 1991) – radziecki działacz partyjny i dyplomata.
Ukończył Leningradzki Instytut Technologiczny Przemysłu Celuluzowo-Papierniczego, 1953-1961 pracował w przedsiębiorstwach w Leningradzie, od 1958 członek KPZR. Od 1961 funkcjonariusz partyjny w Leningradzie, 1983-1984 sekretarz Komitetu Obwodowego KPZR w Leningradzie, 1984-1986 II sekretarz tego komitetu. Od 13 sierpnia 1986 do 15 marca 1988 ambasador ZSRR w Afganistanie, 1988-1991 był posłem do zleceń specjalnych Ministerstwa Spraw Zagranicznych ZSRR, 1986-1990 zastępca członka KC KPZR.